# Oldsmobile

Letztes Oldsmobile-Logo

Unter dem Markennamen Oldsmobile wurden ab dem Jahr 1897 in Lansing (Michigan) von der Olds Motor Vehicle Co. Fahrzeuge produziert. Oldsmobile war nach Peugeot einer der am längsten für Autos benutzten Markennamen.

## Geschichte
Im Jahr 1908 übernahm General Motors (GM) das ursprünglich als R. E. Olds Motor Car Company von Ransom Eli Olds gegründete Unternehmen und verwendete  bis 2004 die Marke Oldsmobile weiter. Die Olds Motor Works waren noch vor Ford der erste kommerziell erfolgreiche Automobilhersteller in den Vereinigten Staaten, der in Großserie produzierte. In der 107-jährigen Geschichte der Marke wurden bei GM 35 Millionen Oldsmobile hergestellt; davon im Werk Lansing ca. 14 Millionen. In den 1960er- und 1970er-Jahren war Oldsmobile eine der erfolgreichsten Marken in den USA und stand auch für technische Besonderheiten und Innovationen.
Unter dem Oldsmobile-Logo wurden im Jahr 2000 von General Motors 304.634 Wagen produziert, doch bereits zwei Jahre später waren es nur noch 162.000 Fahrzeuge. Dieser Rückgang setzte sich weiter fort, so dass die General Motors Corporation die Produktion von Fahrzeugen der Traditionsmarke Oldsmobile am 29. April 2004 komplett einstellte. Das letzte Modell, das im GM-Werk Lansing bei Oldsmobile vom Band lief, war ein Alero, der ins R. E. Olds Transportation Museum gebracht wurde. Die Einstellung der Marke kostete GM rund 1 Milliarde Dollar, weil sie von den rund 2800 Oldsmobile-Händlern das Inventar an Fahrzeugen und Ersatzteilen zurückkaufen musste.

## Modelle

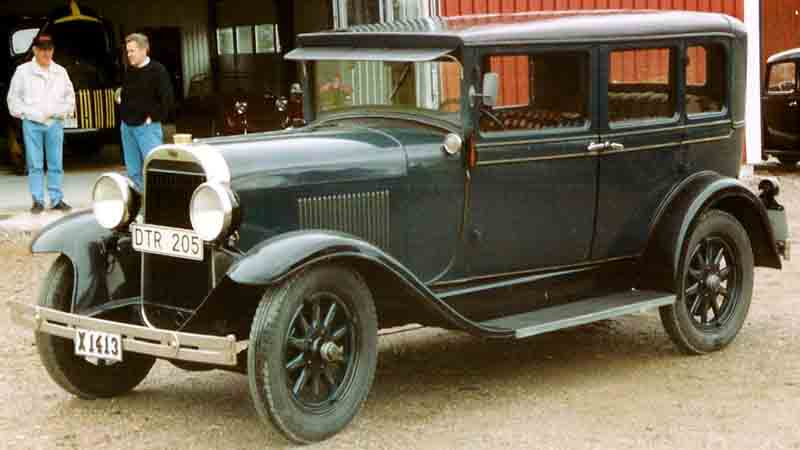
Oldsmobile F-28 (1928)

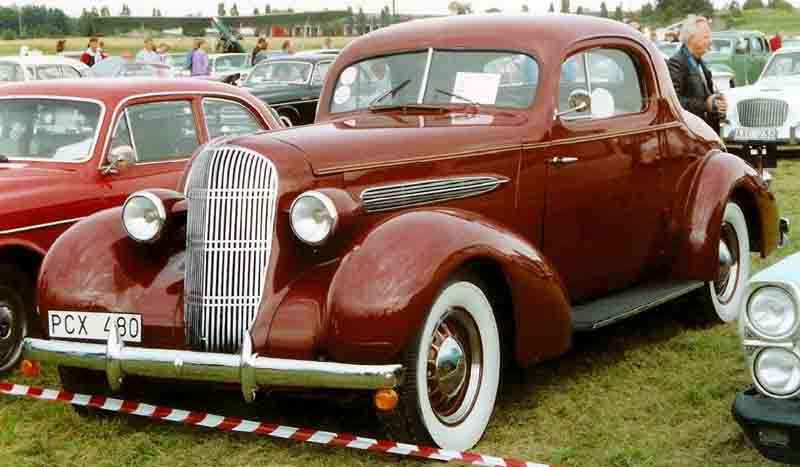
Oldsmobile L-Serie Sport Coupé (1935)

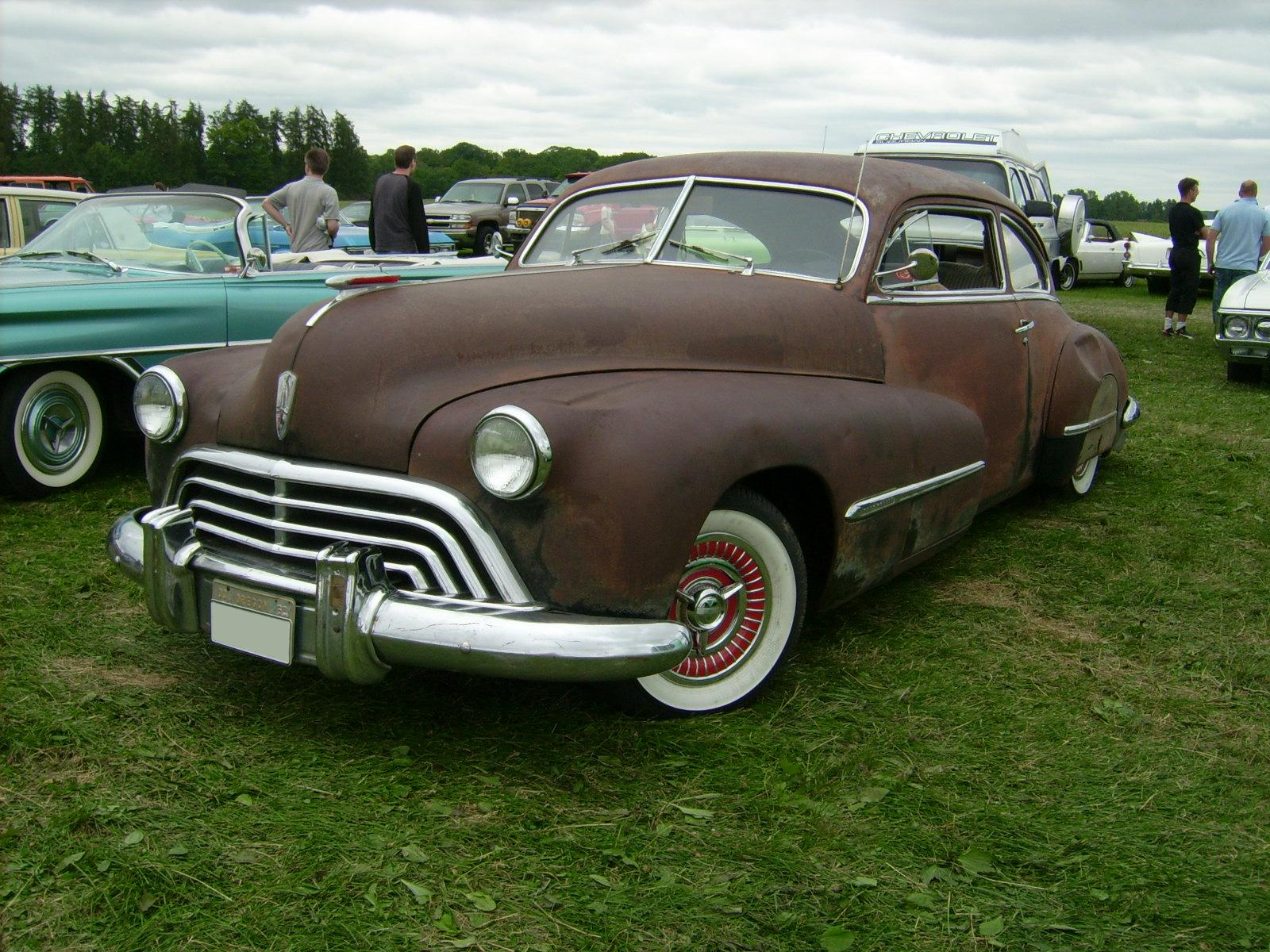
Oldsmobile 98 (1947)

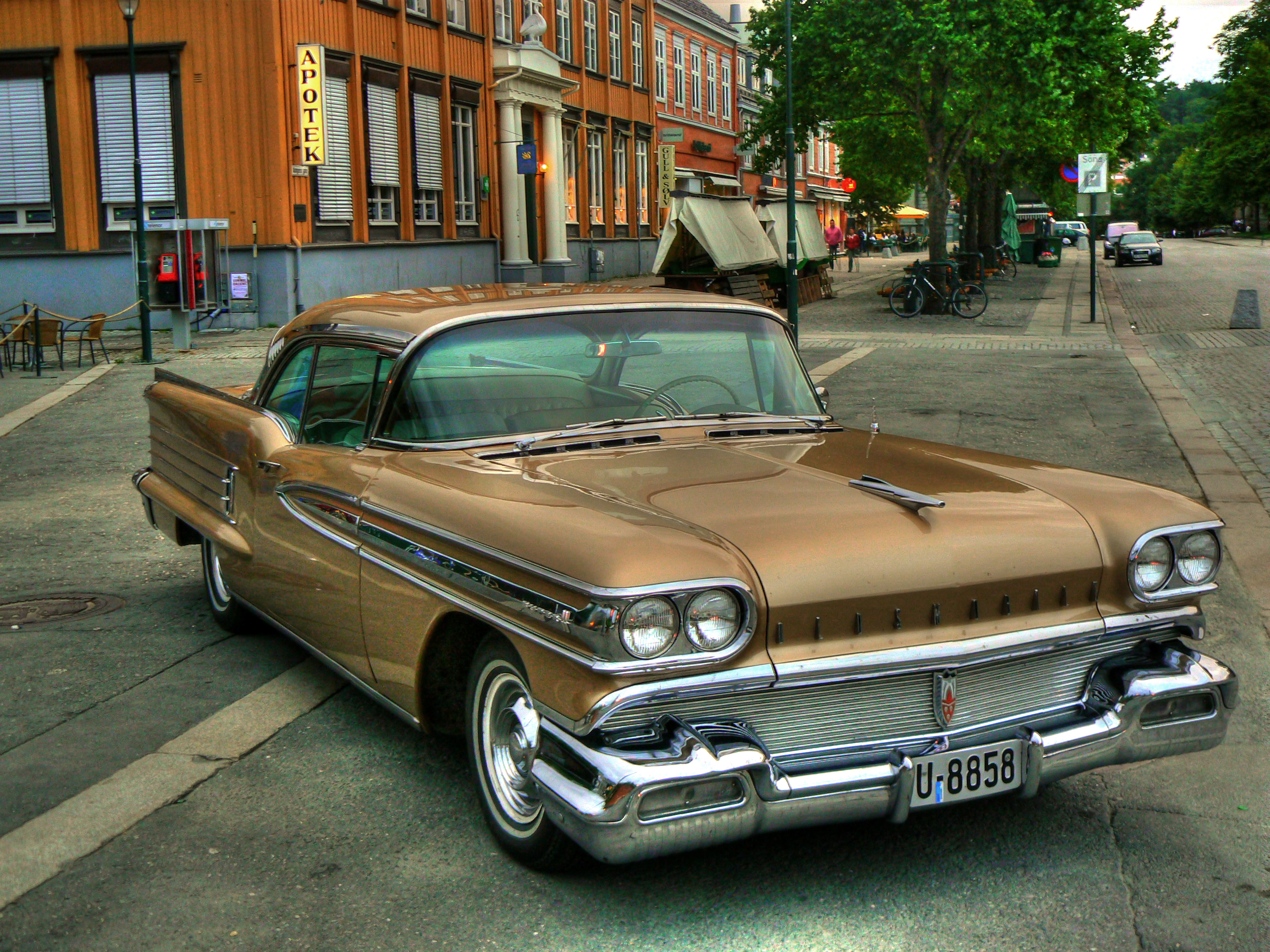
Oldsmobile Super 88 (1958)

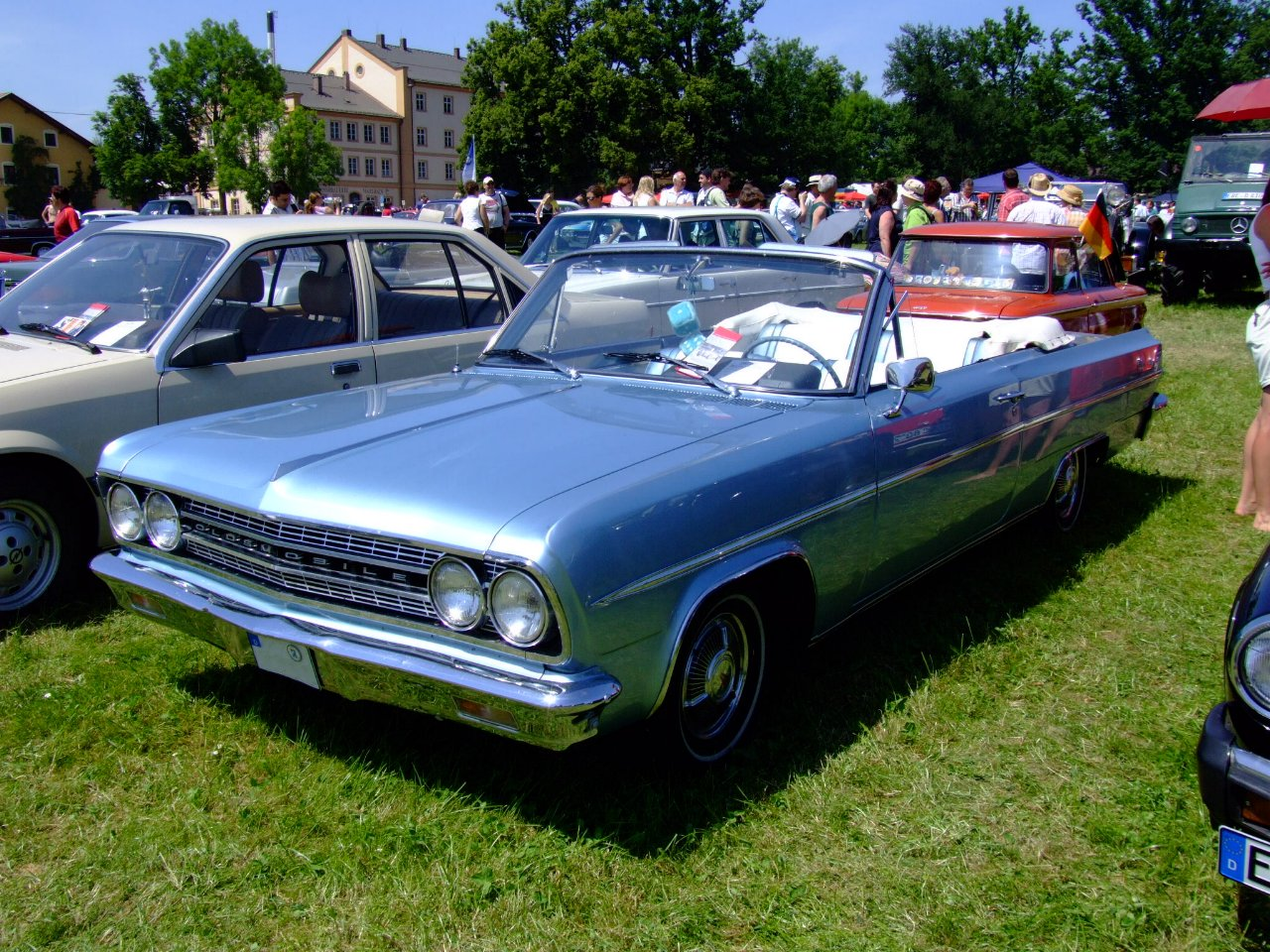
Oldsmobile F-85 Convertible (1963)

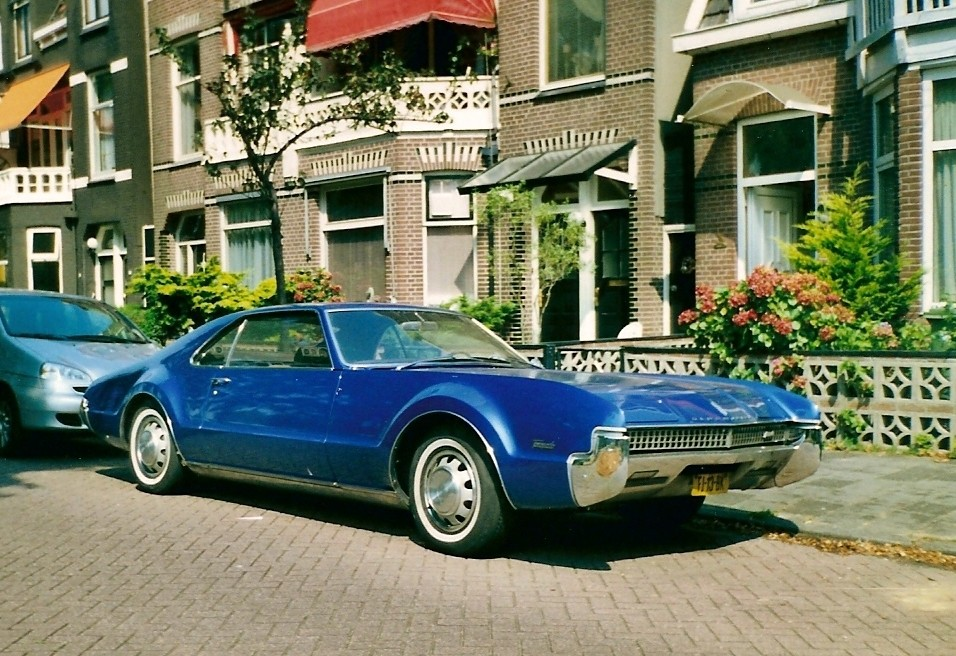
Oldsmobile Toronado (1967)

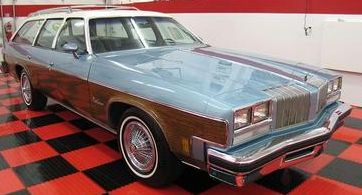
Oldsmobile Vista Cruiser (1975)

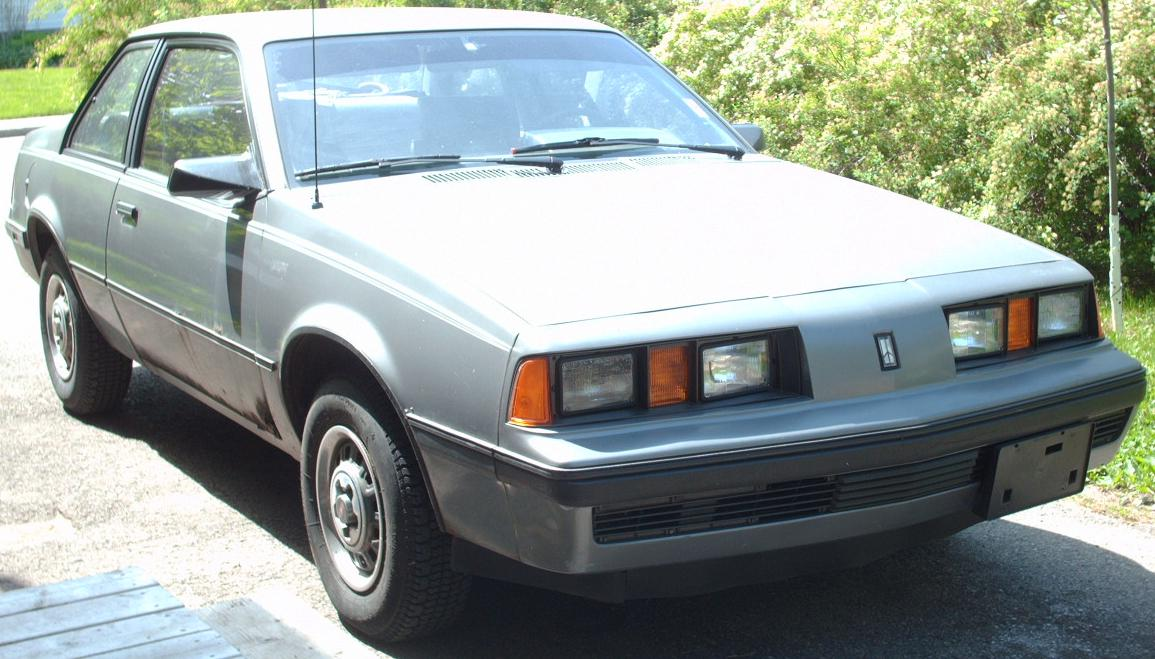
Oldsmobile Firenza Coupé (1982)

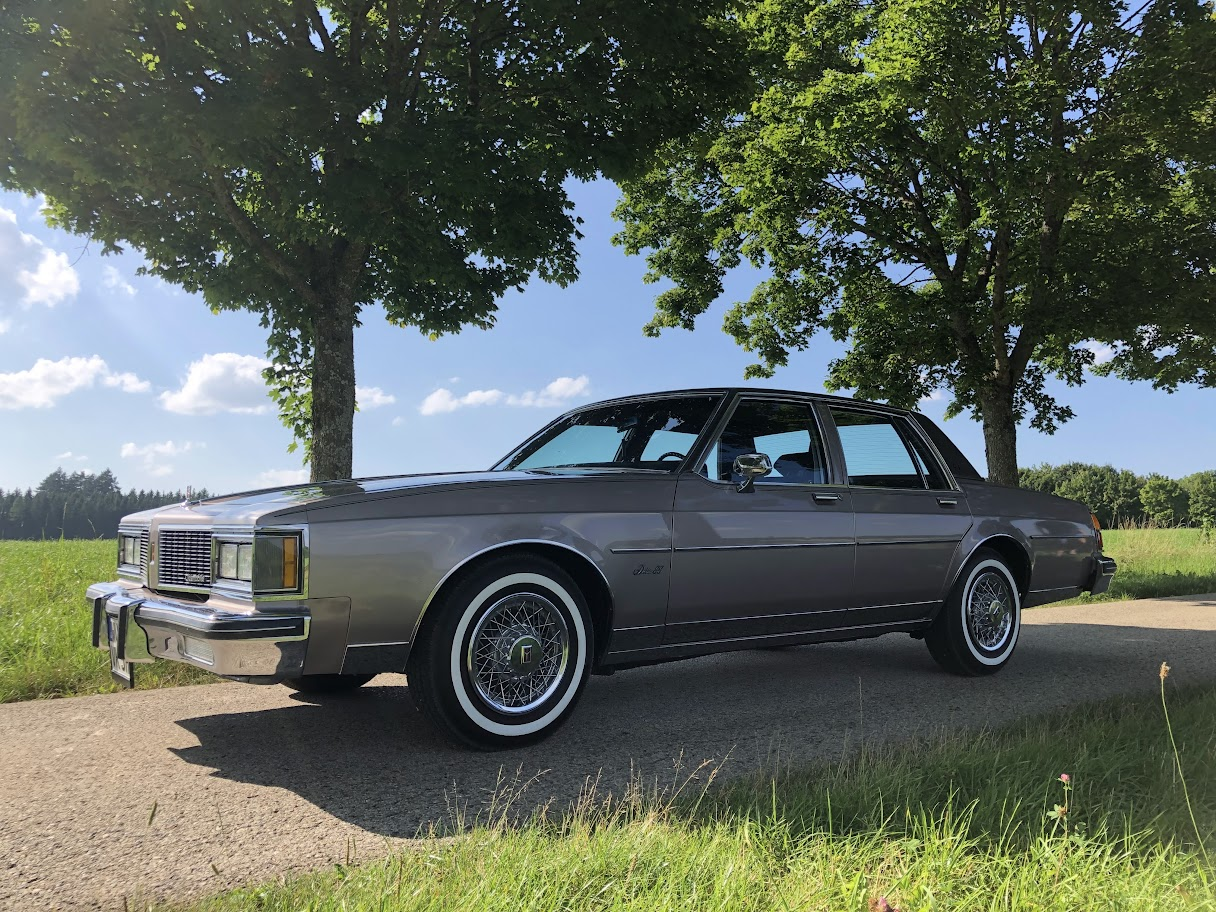
Oldsmobile 88 (1984)

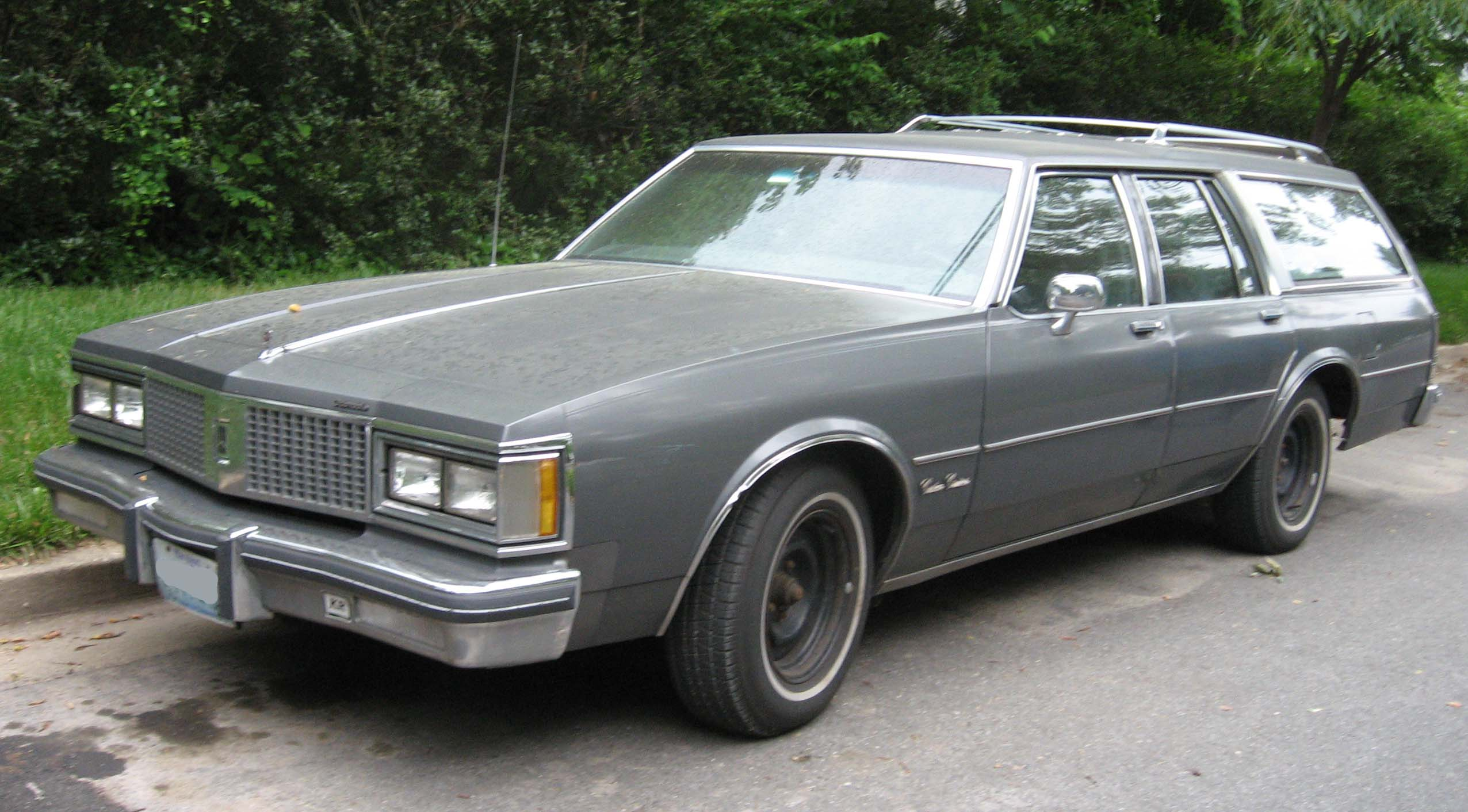
Oldsmobile Custom Cruiser (1987)

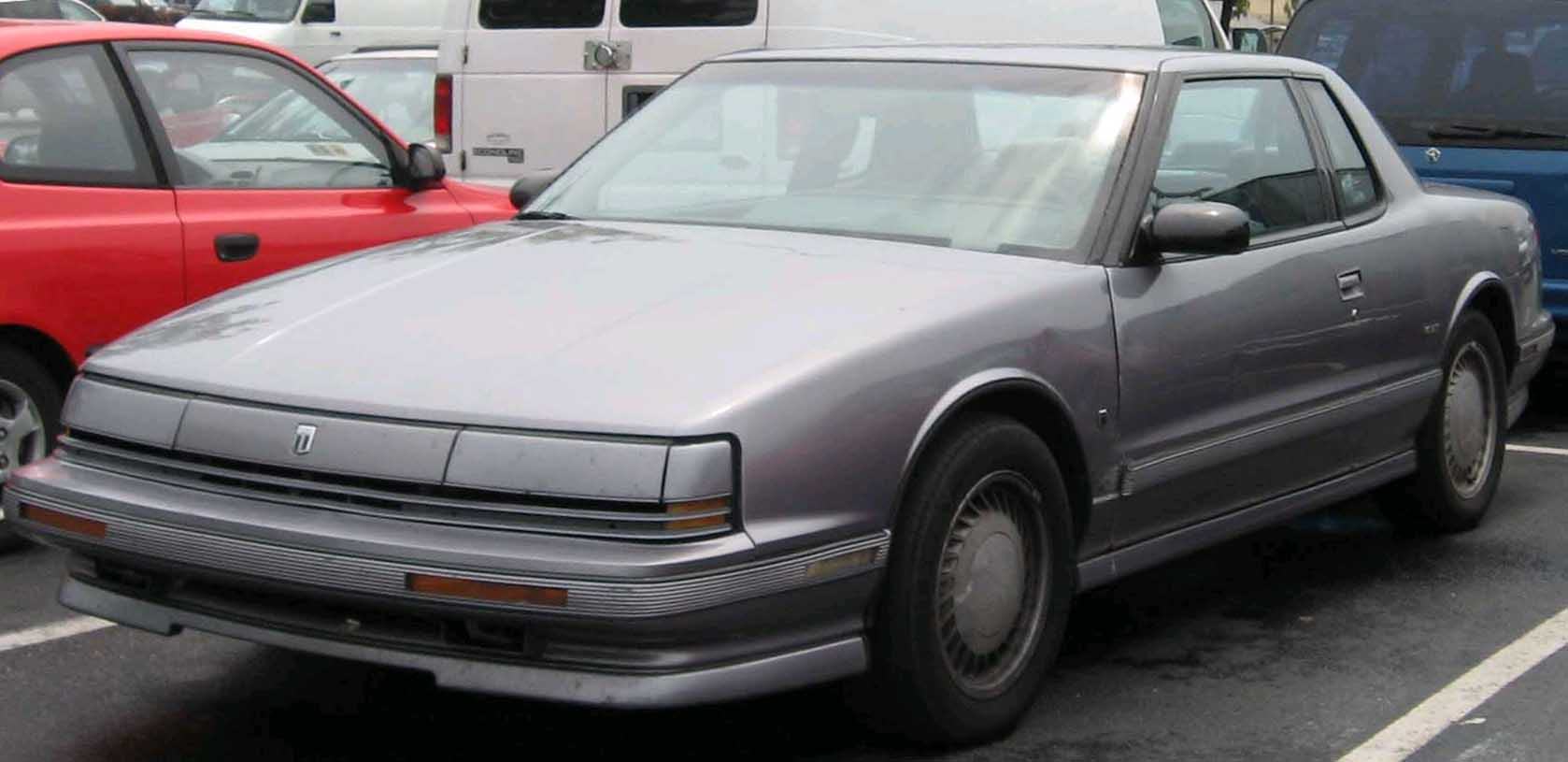
Oldsmobile Toronado (1990)

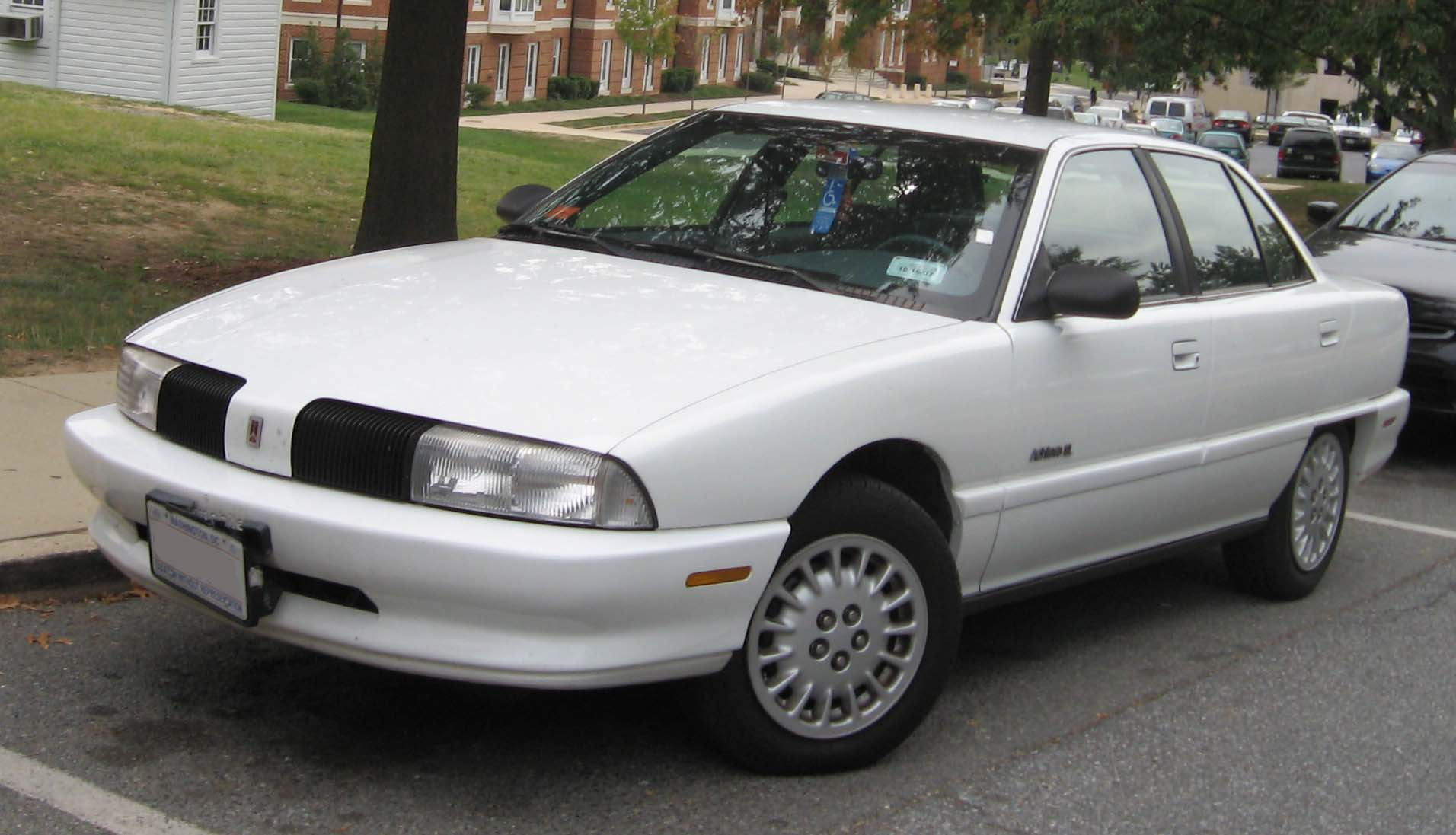
Oldsmobile Achieva (1993)

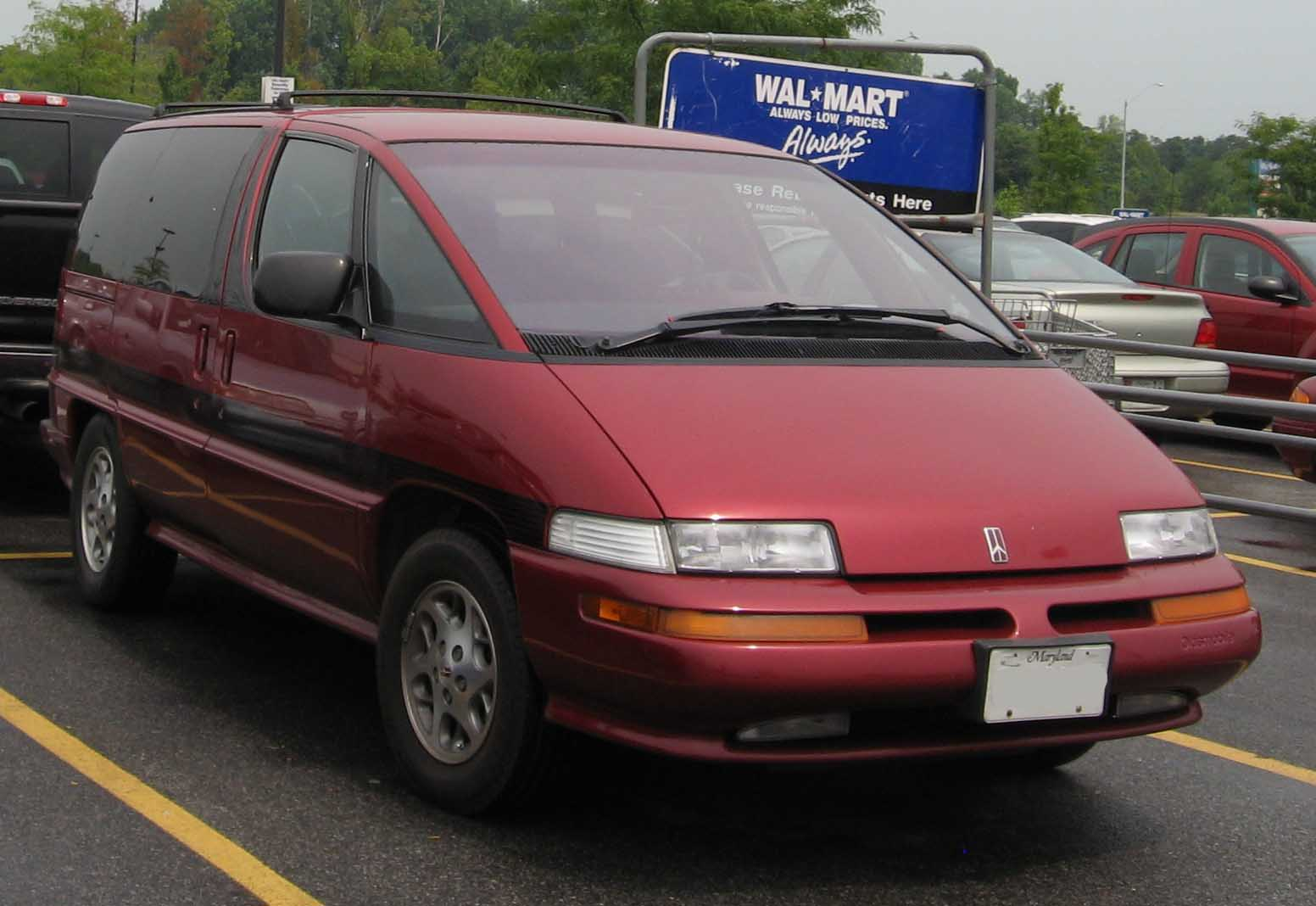
Oldsmobile Silhouette 1. Gen. (1993)

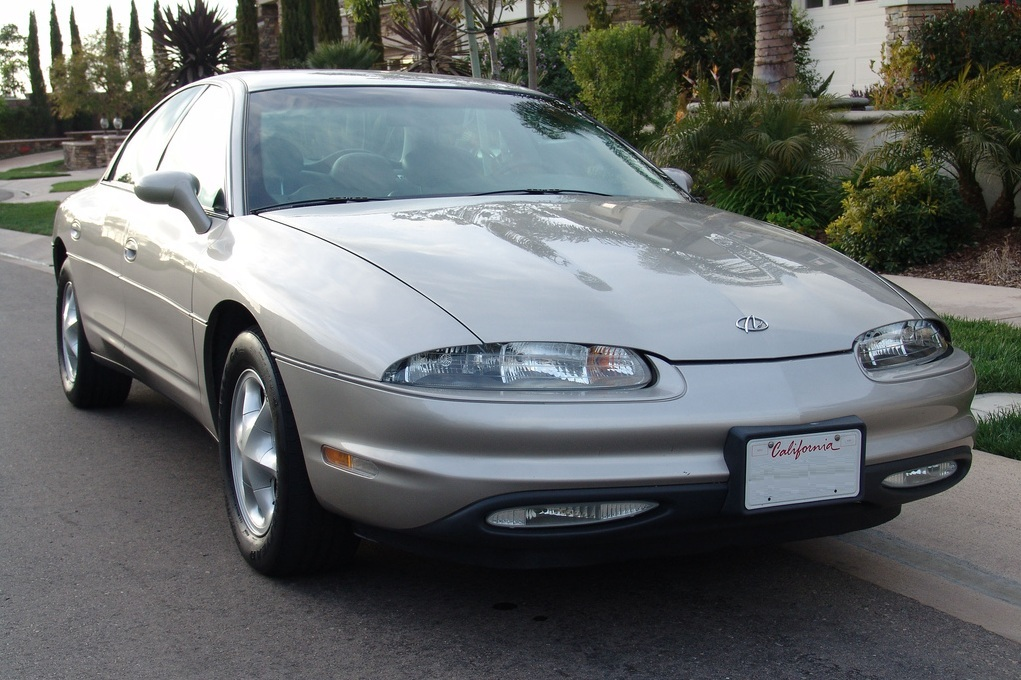
Oldsmobile Aurora (1996)

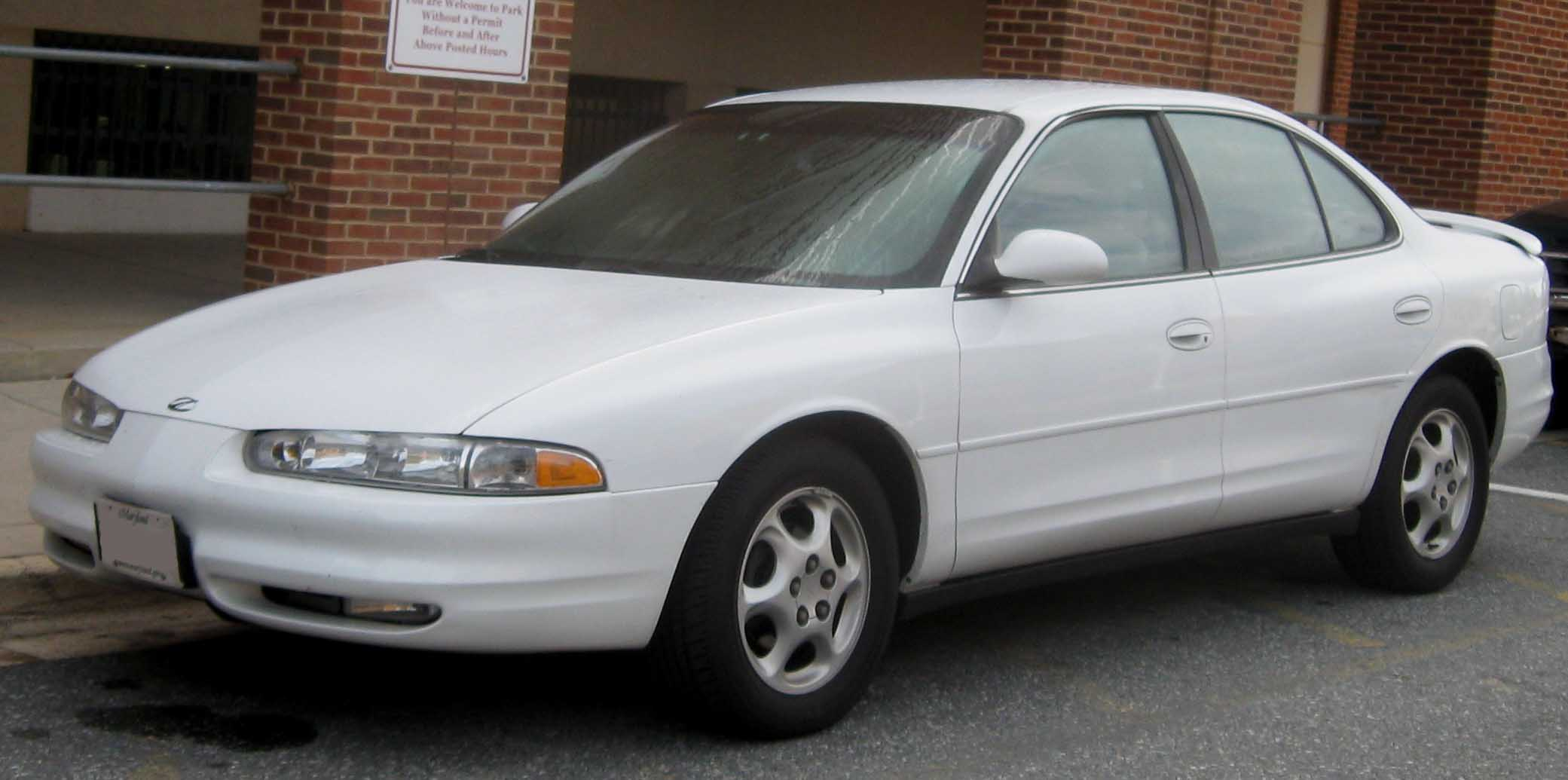
Oldsmobile Intrigue (1998)

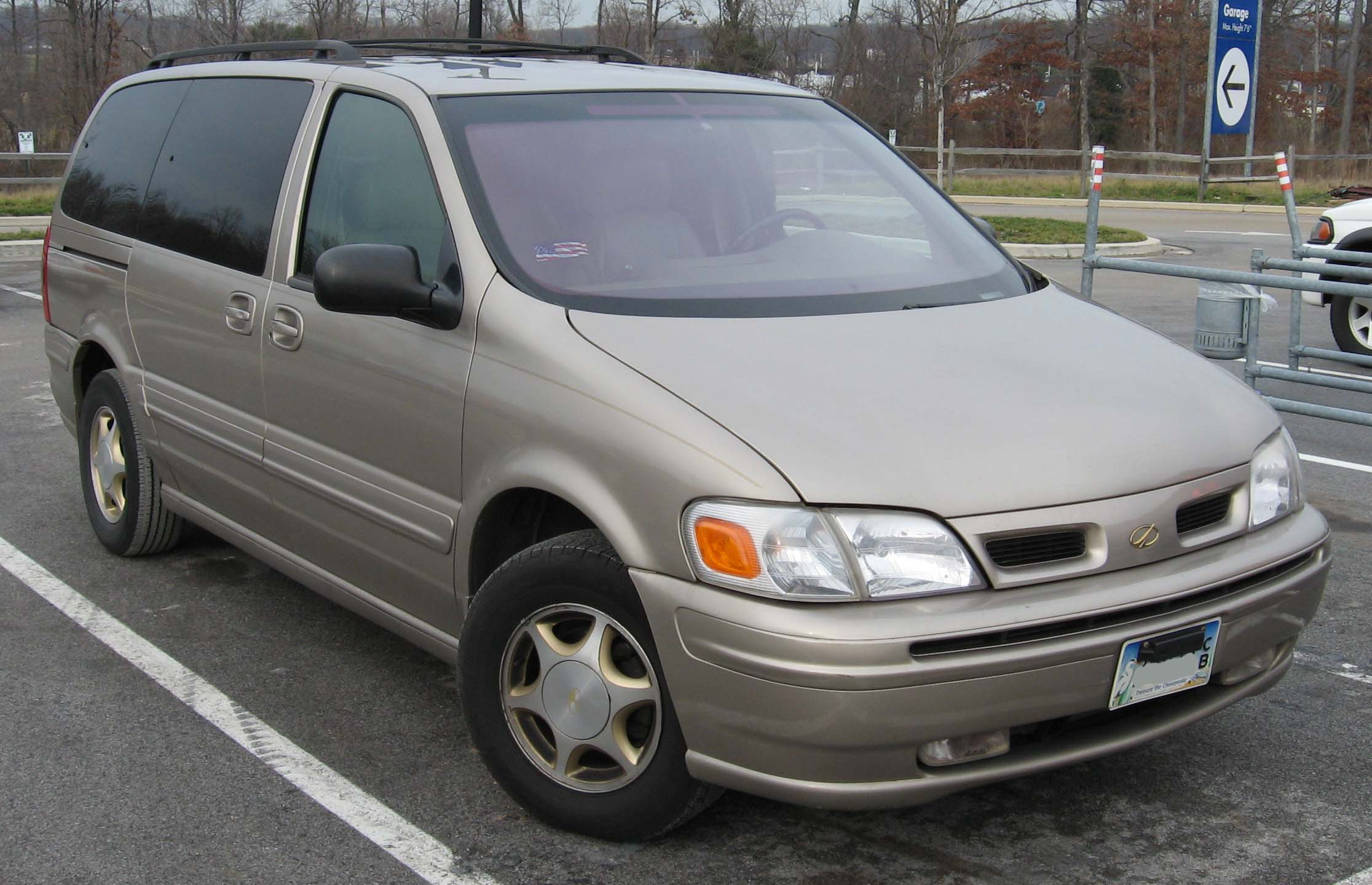
Oldsmobile Silhouette 2. Gen (2000)

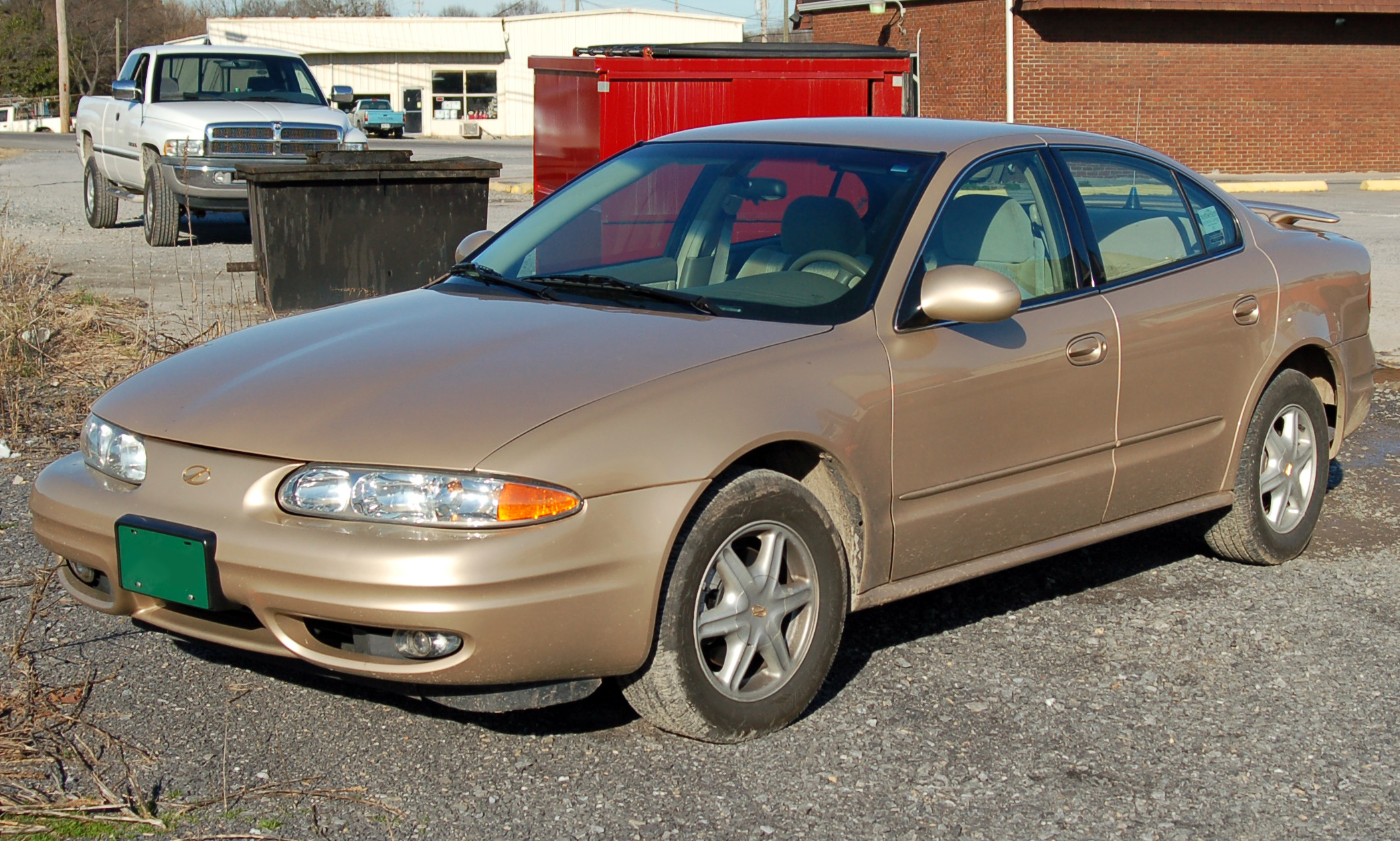
Oldsmobile Alero (2004)

| Modelljahr | Modelle |
| ---------- | --- |
| 1901       | Modell R |
| 1902       | Modell R |
| 1903       | Modell R |
| 1904       | Modell 6C, Light Tonneau, Touring Runabout                                                                   |
| 1905       | Modell B, Light Tonneau, Side Entrance Touring, Touring Runabout                                             |
| 1906       | Modell B, Modell L, Modell S                                                                                 |
| 1907       | Modell A, Modell F, Modell H                                                                                 |
| 1908       | Modell M, Modell MR, Modell Z                                                                                |
| 1909       | Modell D, Modell DR, Modell X, Modell Z, Serie 20                                                            |
| 1910       | Serie 22, Serie 23, Serie 24, Serie 25                                                                       |
| 1911       | Serie 26, Serie 27, Serie 28                                                                                 |
| 1912       | Serie 32, Serie 33, Serie 40                                                                                 |
| 1913       | Serie 40, Serie 53                                                                                           |
| 1914       | Modell 42, Modell 54                                                                                         |
| 1915       | Modell 42, Modell 43, Modell 55                                                                              |
| 1916       | Modell 43, Modell 44                                                                                         |
| 1917       | Modell 37, Modell 45                                                                                         |
| 1918       | Modell 37, Modell 45A                                                                                        |
| 1919       | Modell 37A, Modell 45A, Modell 45B                                                                           |
| 1920       | Modell 37A, Modell 37B, Modell 45B                                                                           |
| 1921       | Modell 37, Modell 43A, Modell 46, Modell 47                                                                  |
| 1922       | Modell 43A, Modell 46, Modell 47                                                                             |
| 1923       | Modell 30A, Modell 43A, Modell 46, Modell 47                                                                 |
| 1924       | Modell 30B                                                                                                   |
| 1925       | Modell 30C                                                                                                   |
| 1926       | Modell 30D                                                                                                   |
| 1927       | Modell 30E                                                                                                   |
| 1928       | F-28 |
| 1929       | F-29 |
| 1930       | F-30 |
| 1931       | F-31 |
| 1932       | F-Serie, L-Serie                                                                                             |
| 1933       | F-Serie, L-Serie                                                                                             |
| 1934       | F-Serie, L-Serie                                                                                             |
| 1935       | F-Serie, L-Serie                                                                                             |
| 1936       | F-Serie, L-Serie                                                                                             |
| 1937       | F-Serie, L-Serie                                                                                             |
| 1938       | F-Serie, L-Serie                                                                                             |
| 1939       | F-Serie 60, G-Serie 70, L-Serie 80                                                                           |
| 1940       | Special 60, Dynamic 70, 90                                                                                   |
| 1941       | Special 60, 76, 78, 90                                                                                       |
| 1942       | 66, 68, Dynamic 70, 98                                                                                       |
| 1943       | keine Fertigung                                                                                              |
| 1944       | keine Fertigung                                                                                              |
| 1945       | keine Fertigung                                                                                              |
| 1946       | Special 60, Dynamic 70, 90                                                                                   |
| 1947       | Special 60, Dynamic 70, 98                                                                                   |
| 1948       | Dynamic 60, Dynamic 70, 98                                                                                   |
| 1949       | 76, 88, 98                                                                                                   |
| 1950       | 76, 88, 98                                                                                                   |
| 1951       | 88, Super 88, 98                                                                                             |
| 1952       | 88, Super 88, 98                                                                                             |
| 1953       | 88, Super 88, 98, Fiesta                                                                                     |
| 1954       | 88, Super 88, 98                                                                                             |
| 1955       | 88, Super 88, 98                                                                                             |
| 1956       | 88, Super 88, 98                                                                                             |
| 1957       | Golden Rocket 88, Super 88, 98                                                                               |
| 1958       | Dynamic 88, Super 88, 98                                                                                     |
| 1959       | Dynamic 88, Super 88, 98                                                                                     |
| 1960       | Dynamic 88, Super 88, 98                                                                                     |
| 1961       | F-85, Dynamic 88, Super 88, Classic 98, Starfire                                                             |
| 1962       | F-85, Dynamic 88, Super 88, 98, Starfire                                                                     |
| 1963       | F-85, Dynamic 88, Super 88, 98, Starfire                                                                     |
| 1964       | F-85, Dynamic 88, Jetstar 88, Super 88, 98, Starfire, Vista Cruiser                                          |
| 1965       | F-85, Delta 88, Dynamic 88, Jetstar 88, 98, Starfire, Vista Cruiser                                          |
| 1966       | F-85, Delta 88, Dynamic 88, Jetstar 88, 98, Starfire, Vista Cruiser Toronado,                                |
| 1967       | F-85, Cutlass, Cutlass Supreme, Delmont 88, Delta 88, 98, Toronado, Vista Cruiser                            |
| 1968       | 4-4-2, F-85, Cutlass, Cutlass S, Cutlass Supreme, Delmont 88, Delta 88, 98, Toronado, Vista Cruiser          |
| 1969       | 4-4-2, F-85, Cutlass, Cutlass S, Cutlass Supreme, Delta 88, 98, Toronado, Vista Cruiser                      |
| 1970       | 4-4-2, F-85, Cutlass, Cutlass S, Cutlass Supreme, Delta 88, 98, Toronado, Vista Cruiser                      |
| 1971       | 4-4-2, F-85, Custom Cruiser, Cutlass, Cutlass S, Cutlass Supreme, Delta 88, 98, Toronado, Vista Cruiser      |
| 1972       | F-85, Custom Cruiser, Cutlass, Cutlass S, Cutlass Supreme, Delta 88, 98, Toronado, Vista Cruiser             |
| 1973       | Custom Cruiser, Cutlass, Cutlass S, Cutlass Supreme, Delta 88, 98, Omega, Toronado, Vista Cruiser            |
| 1974       | Custom Cruiser, Cutlass, Cutlass S, Cutlass Supreme, Delta 88, 98, Omega, Toronado, Vista Cruiser            |
| 1975       | Custom Cruiser, Cutlass, Cutlass S, Cutlass Supreme, Delta 88, 98, Omega, Starfire, Toronado, Vista Cruiser  |
| 1976       | Custom Cruiser, Cutlass S, Cutlass Supreme, Delta 88, 98, Omega, Starfire, Toronado, Vista Cruiser           |
| 1977       | Custom Cruiser, Cutlass S, Cutlass Supreme, Delta 88, 98, Omega, Starfire, Toronado, Vista Cruiser           |
| 1978       | Custom Cruiser, Cutlass, Cutlass Supreme, Delta 88, 98, Hurst/Olds, Omega, Starfire, Toronado                |
| 1979       | Custom Cruiser, Cutlass, Cutlass Supreme, Delta 88, 98, Hurst/Olds, Omega, Starfire, Toronado                |
| 1980       | Custom Cruiser, Cutlass, Cutlass Supreme, Delta 88, 98, Hurst/Olds, Omega, Starfire, Toronado                |
| 1981       | Custom Cruiser, Cutlass, Cutlass Supreme, Delta 88, 98, Hurst/Olds, Omega, Toronado                          |
| 1982       | Custom Cruiser, Cutlass Ciera, Cutlass Supreme, Delta 88, 98, Firenza, Hurst/Olds, Omega, Toronado           |
| 1983       | Custom Cruiser, Cutlass Ciera, Cutlass Supreme, Delta 88, 98, Firenza, Hurst/Olds, Omega, Toronado           |
| 1984       | Custom Cruiser, Cutlass Ciera, Cutlass Supreme, Delta 88, 98, Firenza, Omega, Toronado                       |
| 1985       | Calais, Custom Cruiser, Cutlass Ciera, Cutlass Supreme, Delta 88, 98, Firenza, Toronado                      |
| 1986       | Calais, Custom Cruiser, Cutlass Ciera, Cutlass Supreme, Delta 88, 98, Firenza, Toronado                      |
| 1987       | Calais, Custom Cruiser, Cutlass Ciera, Cutlass Supreme, Delta 88, 98, Firenza, Toronado                      |
| 1988       | Custom Cruiser, Cutlass Calais, Cutlass Ciera, Cutlass Supreme, Delta 88, 98, Firenza, Toronado              |
| 1989       | Custom Cruiser, Cutlass Calais, Cutlass Ciera, Cutlass Supreme, Royale 88, 98, Toronado                      |
| 1990       | Custom Cruiser, Cutlass Calais, Cutlass Ciera, Cutlass Supreme, Royale 88, 98, Silhouette, Toronado          |
| 1991       | Bravada, Custom Cruiser, Cutlass Calais, Cutlass Ciera, Cutlass Supreme, Royale 88, 98, Silhouette, Toronado |
| 1992       | Achieva, Bravada, Custom Cruiser, Cutlass Ciera, Cutlass Supreme, Royale 88, 98, Silhouette, Toronado        |
| 1993       | Achieva, Bravada, Cutlass Ciera, Cutlass Supreme, Royale 88, 98, Silhouette                                  |
| 1994       | Achieva, Bravada, Cutlass Ciera, Cutlass Supreme, Royale 88, 98, Silhouette                                  |
| 1995       | Achieva, Bravada, Cutlass Ciera, Cutlass Supreme, Royale 88, 98, Silhouette                                  |
| 1996       | Achieva, Aurora, Bravada, Ciera, Cutlass Supreme, LSS, 88, 98, Silhouette                                    |
| 1997       | Achieva, Aurora, Bravada, Cutlass, Cutlass Supreme, LSS, 88, Regency, Silhouette                             |
| 1998       | Achieva, Aurora, Bravada, Cutlass, Intrigue, LSS, 88, Regency, Silhouette                                    |
| 1999       | Alero, Aurora, Bravada, Cutlass, Intrigue, LSS, 88, Silhouette                                               |
| 2000       | Alero, Bravada, Intrigue, Silhouette                                                                         |
| 2001       | Alero, Aurora, Bravada, Intrigue, Silhouette                                                                 |
| 2002       | Alero, Aurora, Bravada, Intrigue, Silhouette                                                                 |
| 2003       | Alero, Aurora, Bravada, Silhouette                                                                           |
| 2004       | Alero, Bravada, Silhouette                                                                                   |